# Jarošov nad Nežárkou
Jarošov nad Nežárkou település Csehországban, a Jindřichův Hradec-i járásban. Jarošov nad Nežárkou Žďár, Okrouhlá Radouň, Bednárec, Blažejov, Bednáreček, Kamenný Malíkov, Nová Včelnice, Rodvínov, Jindřichův Hradec, Kostelní Radouň és Žirovnice településekkel határos. Lakosainak száma 1083 fő (2024. január 1.).

## Népesség
A település lakosságának változását az alábbi diagram mutatja:
| Lakosok száma | 1335 | 1323 | 1438 | 1092 | 1014 | 1048 | 1086 | 1103 | 1070 | 1083 |
|               | 1869 | 1890 | 1921 | 1950 | 1980 | 2001 | 2017 | 2019 | 2022 | 2024 |